# Taenioides jacksoni
Taenioides jacksoni là một loài cá thuộc họ Gobiidae. Nó là loài đặc hữu của Nam Phi.